# Нордвейкерхаут
Нордвейкерхаут (нидерл. Noordwijkerhout) — деревня в провинции Южная Голландия (Нидерланды), в общине Нордвейк.

## История
Ещё две тысячи лет назад здесь жило древнегерманское племя кананефатов. Согласно историческим хроникам, в 889 году здесь существовало «Нортго» («Нордгау»).
Населённый пункт вырос вокруг охотничьего домика местного феодала. В 1262 году здесь было основано аббатство Леувенхорст, разрушенное в 1573 году в результате Реформации. Начиная с 1434 года Нордвейкерхаут был резиденцией «байлюва» (местного верховного судьи).
Вплоть до конца XIX века Нордвейкерхаут был бедным поселением, жители которого жили за счёт рыбной ловли, сельского хозяйства и добычи известняка. В XX веке часть местных дюн была срыта, и на их месте создали цветочные поля. Выращивание цветов на продажу принесло местным жителям достаток.